# ول چمنزار شرقی
وُل چمنزار شرقی (نام علمی: Microtus pennsylvanicus) نام یک گونه از زیرخانواده ولیان است.